# Tajka (ime)
Tajka je žensko osebno ime.

## Izvor imena
Ime Tajka je izpeljano iz ženskega imena Tajda.

## Pogostost imena
Po podatkih SURSa je bilo na dan 31. decembra 2007 v Sloveniji 8 oseb z imenom Tajka.